# チョーク病
チョーク病（チョークびょう、英: chalk disease）とはハチノスカビ Ascosphaera apis感染を原因とするミツバチの感染症。日本では家畜伝染病予防法において届出伝染病に指定されており、対象動物はミツバチ。幼虫の灰白色ミイラ化を特徴とする。

## 概要
病原体は環境中に常在し換気状態が悪いと発生し易く、日本では特に梅雨期から初夏にかけて発生するが、多湿で風通しが悪い場合は春から秋まで発生することがある。
日本での初の報告は1979年。国内の発生事例は8月の北海道に多い。
感染した幼虫は菌糸で覆われ、チョーク状の灰白色ミイラ状態を呈する。
予防にはエチレンオキシドガスの燻蒸を行うが、巣箱内の風通しを改善することが最大の予防となる。また、熱湯ないし火炎消毒も有効である。ただし、原因となる真菌は乾燥に対し耐性をもつため、乾燥消毒は効果をもたない。